# Валериани, Джузеппе
Джузе́ппе Валериа́ни (итал. Giuseppe Valeriani; 1708 (?), Рим, — 1761, Санкт-Петербург) — итальянский живописец, художник-декоратор и рисовальщик эпохи позднего барокко, занимался живописью и театральными декорациями. Мастер живописных ведут и росписи плафонов в архитектуре. Джузеппе Валериани следует отличать от его предшественника — Джузеппе Валериано (1542—1596), представителя маньеризма XVI века, работавшего в Италии и Испании.

## Биография

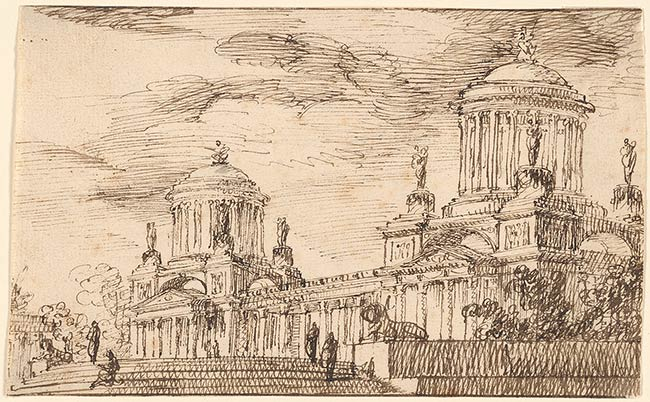
Дж. Валериани. Классический фасад с двойными куполами

Точная дата рождения неизвестна, примерной датой считается 1708 год. Родился в Риме. Вместе с братом Доменико учился живописи в Венеции у М. Риччи. Развивал стиль и тип перспективной ведуты, созданный художниками семьи Бибиена. С 1720 по 1742 год работал в Венеции, одно время учеником Валериани был прославленный в будущем Дж. Б. Пиранези. На родине Валериани «был одним из многочисленных второстепенных художников, которому предстояло весьма скромное существование». От раннего итальянского периода деятельности Валериани сохранились архитектурные ведуты итальянских городов. Значительной работой того времени стали декоративные росписи в королевских резиденциях Турина, Вилла делла Реджина и Ступиниджи на севере Италии.

## Творчество
В 1742 году был приглашён на службу в Санкт-Петербург. В столицу Российской империи прибыл вместе с оперным композитором Франческо Арайя (1700—1767), который был придворным капельмейстером двух российских императриц. В России художника стали называть Иосифом Валериани. Он исполнял плафонные росписи в сотрудничестве с архитектором Б. Ф. Растрелли Младшим: в интерьерах Зимнего, деревянного Летнего, Строгановского и Большого Царскосельского дворцов. Художника Джузеппе Валериани упоминал в своих произведениях историограф Якоб Штелин.

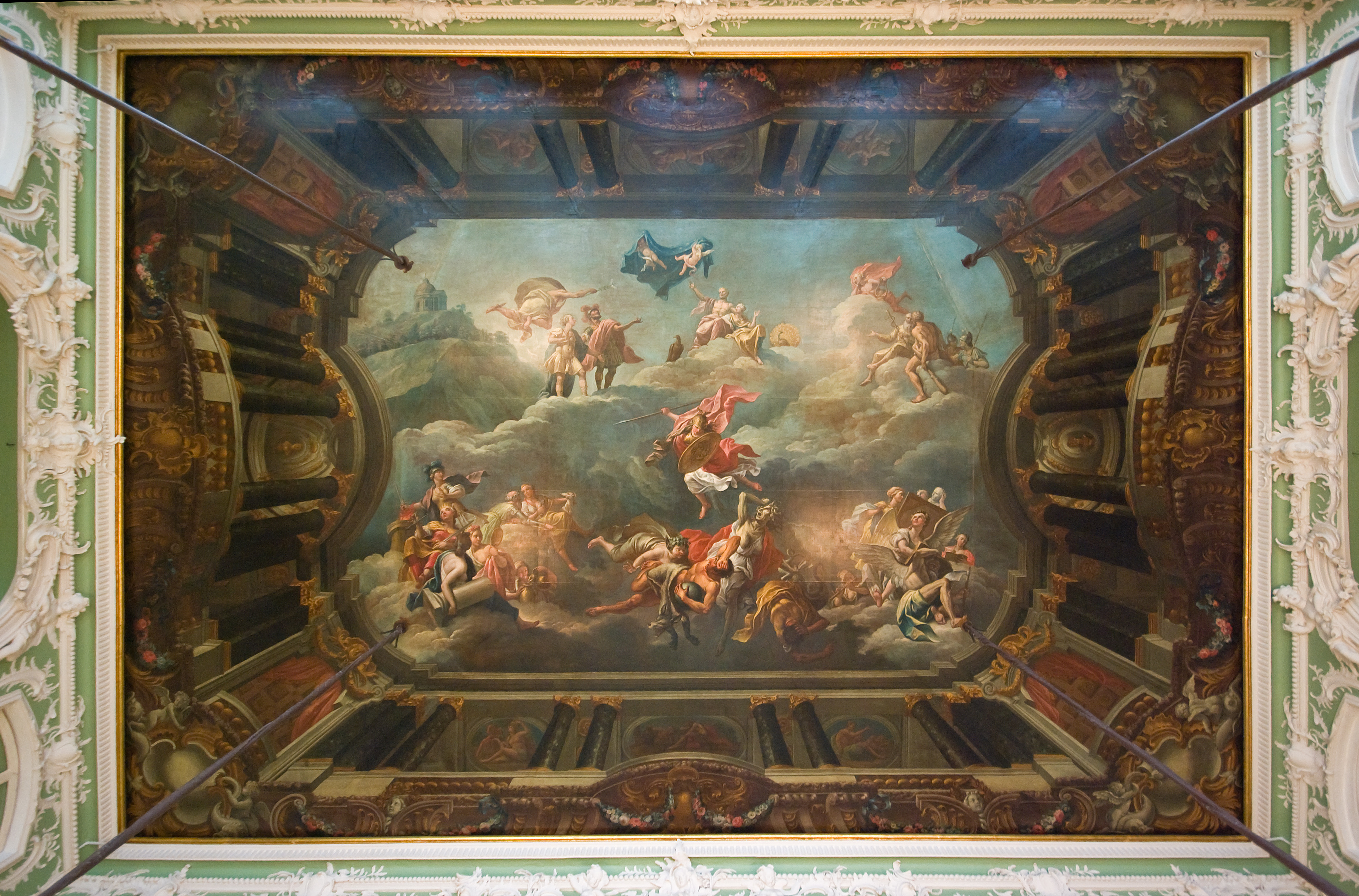
Дж. Валериани (центральная часть) и Антонио Перезинотти. Роспись плафона в Большом Зале Строгановского дворца. 1750-е гг.

С 1745 года Джузеппе Валериани — профессор Петербургской академии наук. Он имел мастерскую в Петербурге, где вместе с ним работали Карл Легрен и Дмитрий Григорьевич Левицкий. Валериани много работал для придворных театров императрицы Елизаветы Петровны: выполнял эскизы декораций и костюмов. В то время до появления подлинной сценографии художники-ведутисты создавали композиции, по которым театральные декораторы разрабатывали детали сценических устройств. В сравнении с аналогичными фантастическими композициями художников Бибиена стиль Валериани был более строгим, более классицистическим. Наряду с типично барочными или маньеристическими фантазиями в эскизах Валериани проявлена конструктивность по правилам классических архитектурных ордеров.
В Императорской Академии художеств Валериани преподавал перспективу. Как и у Пьетро Градицци, А. Перезинотти, с которыми он вместе работал, не все произведения Валериани выполнены на высоком художественном уровне, но все они оказали значительное влияние на формирование русской школы декоративной росписи.

## Избранные произведения
- Плафон в Большом Царскосельском дворце.
- Плафон в церкви Воскресения Христова (Большой Царскосельский дворец, уничтожен при пожаре).
- Плафон в царском дворце, Петергоф (дворцово-парковый ансамбль)
- Плафон «Странствия Телемака» в Большом зале дворца Строганова, Петербург.
- 10 картин-ведут, музей Эрмитаж («Колизей в Риме», «Фонтан на площади Сан-Пьетро-ин-Монторио в Риме», «Порта Рипетта в Риме» и др.)
- Театральные декорации 1755 года к опере композитора Франческо Арайи «Прибежище мира», спектакль в театральном зале Картинного дома в Ораниенбауме.